# Wir sind ja nicht zum Spaß hier

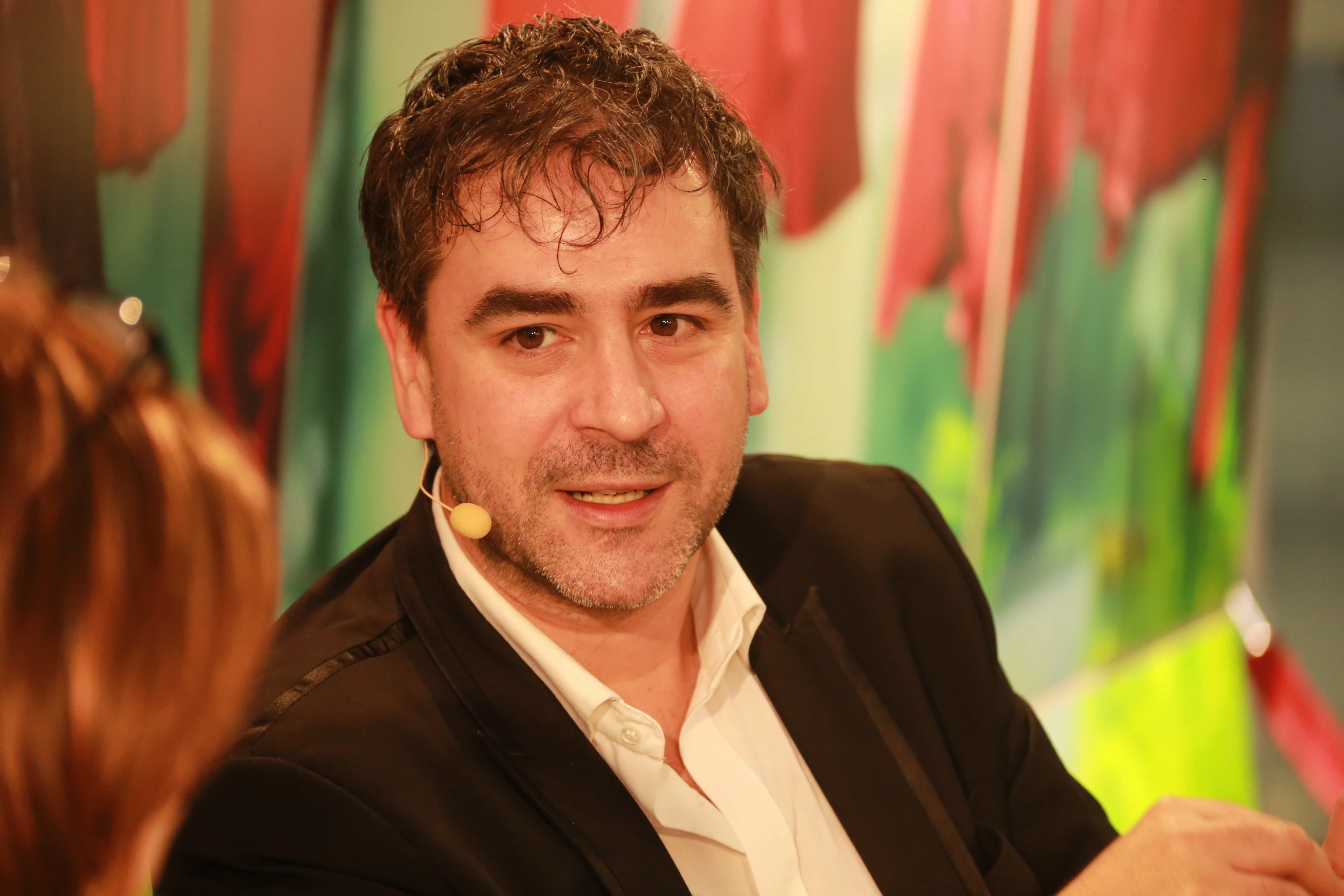
Deniz Yücel (2014)

Wir sind ja nicht zum Spaß hier. Reportagen, Satiren und andere Gebrauchstexte ist ein Sammelband mit Zeitungsartikeln und Kurzgeschichten von Deniz Yücel. Er wurde im Februar 2018 veröffentlicht, als der deutsch-türkische Journalist ein Jahr lang ohne Anklage in der Türkei in Untersuchungshaft saß; zwei Tage später wurde er freigelassen.
Das Buch enthält Reportagen, Glossen, Satiren, Interviews und Kommentare, die vor seiner Verhaftung erschienen waren, sowie Texte über seine Erlebnisse und Erfahrungen in den Strafvollzugsanstalten Silivri. Der Buchtitel zitiert Yücels Antwort auf die Aufforderung von Mithäftlingen während der anfänglichen Polizeihaft im İstanbuler Polizeipräsidium, seine Erlebnisse niederzuschreiben: „Ich habe gesagt: ‚Logisch, mache ich. Wir sind ja nicht zum Spaß hier.‘“
In der Woche nach der Veröffentlichung stieg der Sammelband auf Platz 3 in die Sachbuch-Charts ein und ging in die fünfte Druckauflage.

## Entstehung und Veröffentlichung

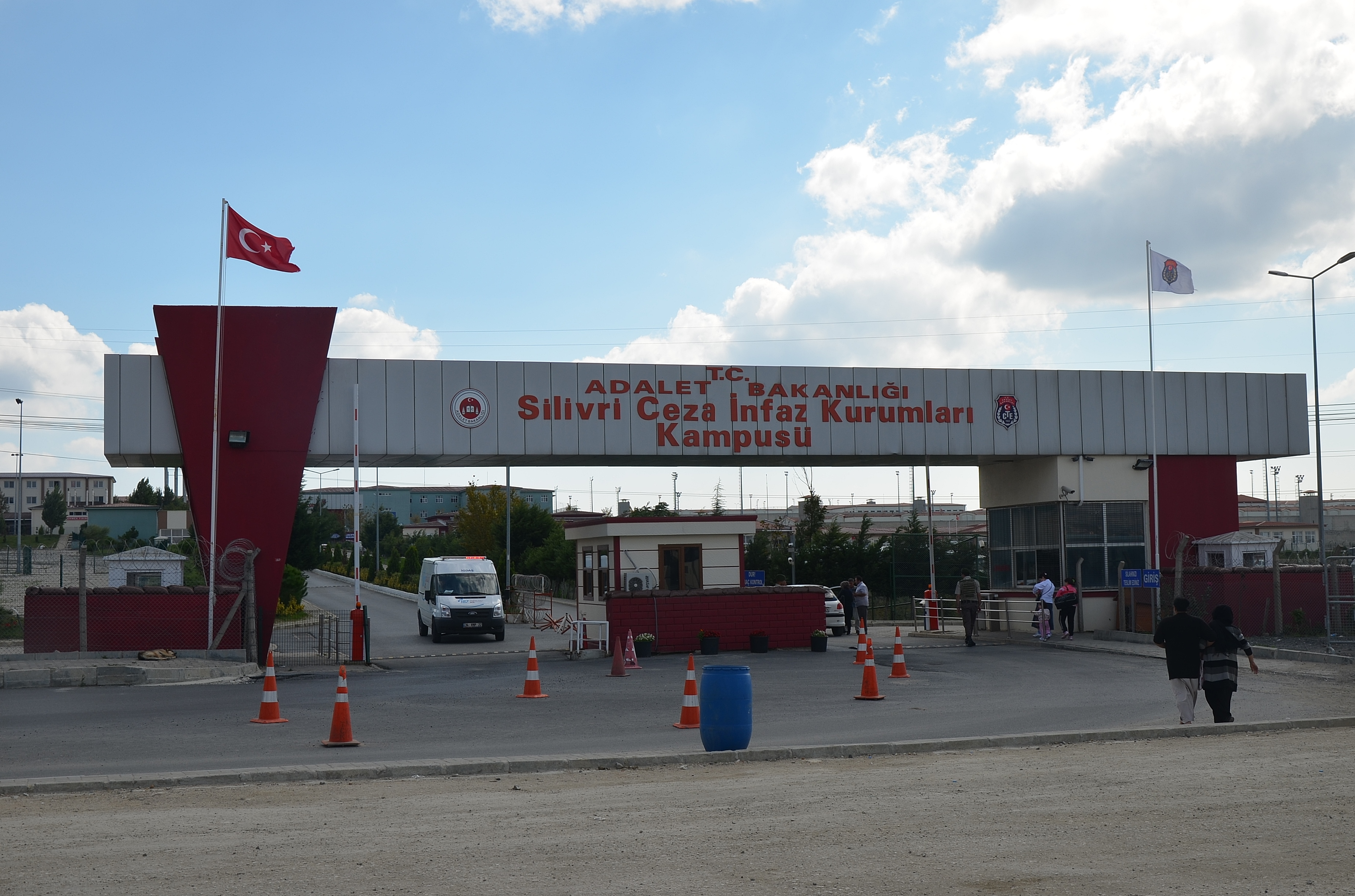
Deniz Yücel saß in der Strafvollzugsanstalt Silivri ein, als das Buch vorbereitet wurde und erschien (Einfahrtsbereich, 2014)

Die Herausgeberin Doris Akrap, die Yücel seit der gemeinsamen Schulzeit in Rüsselsheim kennt, mit ihm zusammen bei der tageszeitung (taz) gearbeitet hatte und wie Yücel bei der Leseshow Hate Poetry mitwirkte, stellte die Texte zusammen, nachdem Yücel am 14. Februar 2017 inhaftiert worden war. Direkten Kontakt zu ihm hatte sie nicht, er lief über seine Anwälte.
Zu Beginn seiner Haftzeit standen Yücel weder Schreibpapier noch Schreibgeräte zur Verfügung. Anfangs versuchte er, Notizen in Oğuz Atays Roman Tutunamayanlar (deutscher Titel: Die Haltlosen) festzuhalten, indem er eine abgebrochene Plastikgabel in Saucenreste tunkte. Bei einem Arztbesuch gelang es ihm Tage später, einen Kugelschreiber mitzunehmen und an der Leibesvisitation vorbei in seine Zelle zu schmuggeln. Sein Haftprotokoll schrieb er auf den Weißraum von Buchseiten der türkischen Ausgabe von Antoine de Saint-Exupérys Der kleine Prinz, das er als zweites Buch von seiner späteren Frau Dilek Mayatürk Yücel, die er im April 2017 im Gefängnis heiratete, über seine Anwälte erhalten hatte. Er legte es in eine Tüte mit getragenen Socken, die ein Anwalt aus dem Gefängnis mitnahm, ohne von dem weiteren Inhalt zu wissen. Dilek Mayatürk Yücel und der Welt-Redakteur Daniel-Dylan Böhmer tippten das Manuskript ab. Das Haftprotokoll erschien in dem Artikel Wir sind ja nicht zum Spaß hier, der am 26. Februar 2017 in der Welt am Sonntag zum ersten Mal veröffentlicht wurde. Später konnte er Papier und Stifte im Gefängnisladen kaufen.
Der Sammelband Wir sind ja nicht zum Spaß hier erschien in der Reihe „Nautilus Flugschrift“ des Hamburger Verlags Edition Nautilus am 14. Februar 2018, als Yücel genau ein Jahr in Haft saß. Vorgestellt wurde er am selben Tag in Berlin im Festsaal Kreuzberg. Texte daraus lasen neben anderen Anne Will, Herbert Grönemeyer, Mark Waschke, Hanna Schygulla und İmran Ayata. Der Pianist Igor Levit stimmte zum Schluss seiner Improvisation das Widerstandslied El pueblo unido aus Chile an.
Die türkische Staatsanwaltschaft legte am 16. Februar 2018 die Anklageschrift vor, in der sie 18 Jahre Haft fordert. Anschließend wurde Yücel freigelassen – zwei Tage nach Erscheinen des Buchs und nach 367 Tagen im Gefängnis. Er verließ das Land am selben Tag.

## Inhalt
Den Texten von Deniz Yücel stellt Doris Akrap als Herausgeberin ein im Januar 2018 verfasstes Vorwort voran, in dem sie die Entstehungsgeschichte des Buchs erläutert. Die Idee hatte Jörg Sundermeier, nachdem nach Yücels Verhaftung in ganz Deutschland Lesungen veranstaltet worden waren, darunter im Schauspiel Frankfurt, in den Münchner Kammerspielen, im Hamburger Musikclub Uebel & Gefährlich, beim WDR Köln, außerdem in Buchhandlungen; auch Autoren in Augsburg sowie Bürger in Bielefeld organisierten Lesungen. Sie nennt unter den Lesenden mehr als 40 Namen von Persönlichkeiten von Johanna Adorján bis Ingo Zamperoni, Yücels Schwester Ilkay Yücel sowie den Abiturjahrgang Yücels.
Der Sammelband mit Yücels Texten ist in fünf Kapitel gegliedert.
- Scheißefinden und Besserwissen enthält drei Texte über Journalismus, als ersten Mach’s gut, taz!, mit dem er sich am 30. März 2015 in der Kolumne Besser vor seinem Wechsel zur Welt von den Lesern der tageszeitung verabschiedete.
- Mathe für Ausländer enthält den in Kanak Sprak der Kunstfigur Bayram Karamollaoğlu geschriebenen Artikel Aber wir nix Menscherechte, erstveröffentlicht am 11. Mai 2005 in Jungle World, sowie neben anderen Beiträgen die Satire Super, Deutschland schafft sich ab (taz, 4. August 2011).
- In Biokoks und Vokalmangel aus taz- und Jungle World-Veröffentlichungen ist Einmal Fair-Trade-Biokoks, bitte eine Reportage, die in der zehntausendsten Ausgabe der taz erschien. Sogar Hitler hatte mehr Ahnung schloss seine Kolumne Vuvuzuela zur Fußball-Weltmeisterschaft 2010 ab (taz, 12. Juli 2010). Yücel erhielt für die Kolumne 2011 den Kurt-Tucholsky-Preis.
- Zwei Artikel, Ja, es gab interne Hinrichtungen aus der Welt am Sonntag (23. August 2015, nachgedruckt in BirGün, 24. August 2015) und Der Putschist, ebenfalls in der Welt am Sonntag (6. November 2016), im Kapitel Ein irres Land, gehören zu den acht Artikeln Yücels, die ihm von der türkischen Justiz wegen „Volksverhetzung“ und „Propaganda für eine Terrororganisation“ zur Last gelegt werden. In überarbeiteter und ergänzter Fassung ist der Welt-Artikel Islamismus und Straßenbau (2. November 2015) abgedruckt.
- Im Kapitel Korrespondent müsste man jetzt sein geht Yücel in dem während seiner Haft geschriebenen Artikel Wir sind ja nicht zum Spaß hier (Welt am Sonntag, 26. Februar 2017) in einem Vorwort auf die Entstehungsgeschichte ein. Abgedruckt ist im Buch eine Seite aus der kleine Prinz mit den handschriftlichen Notizen zum Haftprotokoll (S. 188). Die Nummer mit dem Sittich entstand wie die weiteren Artikel des Kapitels während der Haftzeit. Darin schildert Yücel eingangs ein Gespräch mit seinem Vater während dessen Besuchs in der Haftanstalt in Silivri über Kemal Tahirs Roman Der Frauentrakt und seine Begegnungen mit Mithäftlingen im Gefängnis Metris in Istanbul vor seiner Verlegung nach Silivri. Den Abschluss bildet der Text Unser Himmel, eine Liebeserklärung von Dilek Mayatürk Yücel an ihren inhaftierten Mann.[11]

## Rezeption
Günter Wallraff schreibt in seiner Rezension für den Spiegel, er würde Yücels Buch allzu gerne in türkischer Übersetzung in der Türkei unter die Leute bringen: „Ich glaube nämlich noch an die Kraft des Wortes. Seines Wortes. Und dieses Buches.“
Bei Spiegel Online beschreibt Maximilian Popp Yücels Sammelband als „erhellend, unterhaltsam – und zum Teil todtraurig“. Die Sammlung verdeutliche seine Stärken als Journalist: „Seine Präzision, seinen Humor, seine Neugier.“
Der MDR-Kultur-Literaturkritiker Holger Heimann zitiert wie Yücel aus einem Gedicht Nâzım Hikmets, das dieser im Gefängnis schrieb: „Es geht nicht darum, gefangen zu sein/ Sondern darum, sich nicht zu ergeben.“ Heimann bescheinigt Yücel dieselbe Grundüberzeugung, nach der er in der Haft gelebt habe: „In seinen Berichten aus der Haft findet diese mutige Haltung in jedem Satz Ausdruck.“
Dass Yücel „alles andere als ein Scharfmacher“ ist, stellt Stefan Berkholz in seiner Besprechung für die Website des Bayerischen Rundfunks fest. Das zeige auch dessen neuer Textband. Im Gegenteil sei er immer bemüht, „abzuwägen und verschiedene Seiten zu Wort kommen zu lassen. Offenbar zu viel der Ausgewogenheit für das fanatische, nationalistisch-religiöse Regime unter Erdogan.“
Das Buch mache mehr als deutlich, „wie sehr seine Stimme fehlt“, befand Martin Steinhagen in der Frankfurter Rundschau, ehe Yücels Freilassung absehbar war. Seine Berichte aus der Haft seien so, „wie man sie von ihm erwartet hätte, wenn er beim Schreiben rauchend im Café gesessen hätte: kompromisslos, klar, eindrücklich, analytisch, präzise polemisch“.
Leander F. Badura, Redakteur der Wochenzeitung der Freitag, geht neben Yücels Beiträgen auch auf den Text seiner Frau Dilek Mayatürk Yücel ein. Er nennt ihn „eine kurze, poetische Erinnerung an die Untrennbarkeit des Himmels“.